# Van, Thổ Nhĩ Kỳ
Van (tiếng Thổ Nhĩ Kỳ: Van, tiếng Armenia: Վան Van, tiếng Kurd: Wan) là một thành phố tự trị (büyük şehir) tọa lạc ở bờ đông của hồ Van, gần biên giới với Iran. Dân số năm 2014 là 1.085.542 người,. Cư dân thành phố chủ yếu là người Kurdvà từ Azerbaijan.
Các tỉnh và thành phố giáp ranh là: Bitlis về phía tây, Siirt về phía tây nam, Şırnak và Hakkari về phía nam, Agri về phía bắc.

## Hành chính
Trước năm 2012, trung tâm tỉnh Van trước đây là thành phố tỉnh lỵ (merkez ilçesi) Van. Năm 2012, Thổ Nhĩ Kỳ thông qua luật công nhận các tỉnh có dân số trên 750.000 người là những thành phố tự trị (büyükşehir belediyeleri). Theo đó, thành phố tỉnh lỵ cũ được giải thể để thành lập các huyện mới là İpekyolu và Tuşba. Hiện tại, thành phố được chia thành 13 huyện hành chính:

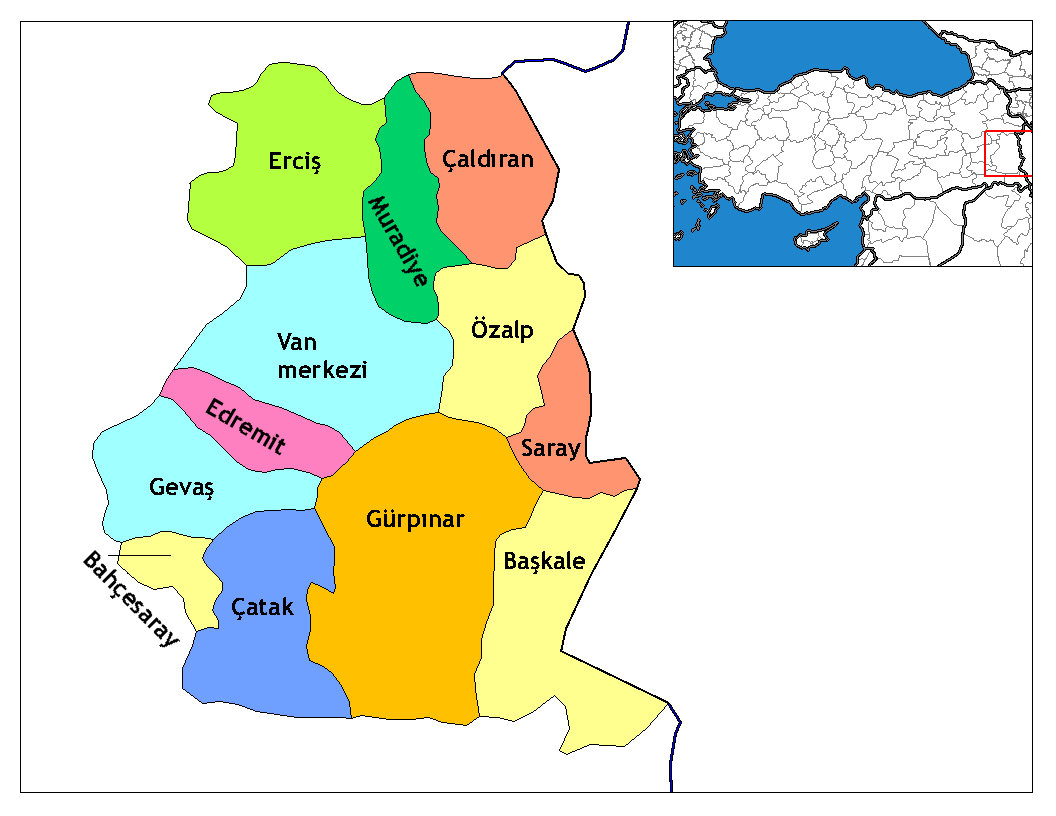
Bản đồ hành chính của thành phố Van trước 2012

- Bahçesaray
- Başkale
- Çaldıran
- Çatak
- Edremit
- Erciş
- Gevaş
- Gürpınar
- İpekyolu
- Muradiye
- Özalp
- Saray
- Tuşba

## Khí hậu
| Dữ liệu khí hậu của Van                      | Dữ liệu khí hậu của Van | Dữ liệu khí hậu của Van | Dữ liệu khí hậu của Van | Dữ liệu khí hậu của Van | Dữ liệu khí hậu của Van | Dữ liệu khí hậu của Van | Dữ liệu khí hậu của Van | Dữ liệu khí hậu của Van | Dữ liệu khí hậu của Van | Dữ liệu khí hậu của Van | Dữ liệu khí hậu của Van | Dữ liệu khí hậu của Van | Dữ liệu khí hậu của Van |
| Tháng                                        | 1                       | 2                       | 3                       | 4                       | 5                       | 6                       | 7                       | 8                       | 9                       | 10                      | 11                      | 12                      | Năm                     |
| -------------------------------------------- | ----------------------- | ----------------------- | ----------------------- | ----------------------- | ----------------------- | ----------------------- | ----------------------- | ----------------------- | ----------------------- | ----------------------- | ----------------------- | ----------------------- | ----------------------- |
| Cao kỉ lục °C (°F)                           | 12.6 (54.7)             | 14.3 (57.7)             | 22.7 (72.9)             | 27.2 (81.0)             | 28.3 (82.9)             | 33.5 (92.3)             | 37.5 (99.5)             | 36.7 (98.1)             | 35.0 (95.0)             | 28.8 (83.8)             | 20.1 (68.2)             | 15.5 (59.9)             | 37.5 (99.5)             |
| Trung bình ngày tối đa °C (°F)               | 2.9 (37.2)              | 3.5 (38.3)              | 7.5 (45.5)              | 13.2 (55.8)             | 18.6 (65.5)             | 24.3 (75.7)             | 28.3 (82.9)             | 28.8 (83.8)             | 24.4 (75.9)             | 17.8 (64.0)             | 10.3 (50.5)             | 5.2 (41.4)              | 15.4 (59.7)             |
| Trung bình ngày °C (°F)                      | −2.1 (28.2)             | −1.2 (29.8)             | 2.9 (37.2)              | 8.4 (47.1)              | 13.4 (56.1)             | 18.8 (65.8)             | 22.7 (72.9)             | 22.9 (73.2)             | 18.4 (65.1)             | 12.1 (53.8)             | 5.2 (41.4)              | 0.2 (32.4)              | 10.1 (50.2)             |
| Tối thiểu trung bình ngày °C (°F)            | −6 (21)                 | −5.2 (22.6)             | −1.2 (29.8)             | 3.6 (38.5)              | 8.0 (46.4)              | 12.3 (54.1)             | 16.0 (60.8)             | 16.2 (61.2)             | 12.0 (53.6)             | 6.8 (44.2)              | 0.9 (33.6)              | −3.6 (25.5)             | 5.0 (41.0)              |
| Thấp kỉ lục °C (°F)                          | −28.7 (−19.7)           | −28.2 (−18.8)           | −22.7 (−8.9)            | −13.1 (8.4)             | −3.5 (25.7)             | −2.6 (27.3)             | 3.6 (38.5)              | 5.0 (41.0)              | −0.1 (31.8)             | −14 (7)                 | −18.6 (−1.5)            | −21.3 (−6.3)            | −28.7 (−19.7)           |
| Lượng Giáng thủy trung bình mm (inches)      | 32.9 (1.30)             | 35.4 (1.39)             | 49.0 (1.93)             | 57.2 (2.25)             | 45.8 (1.80)             | 16.6 (0.65)             | 7.9 (0.31)              | 5.6 (0.22)              | 19.9 (0.78)             | 45.9 (1.81)             | 48.8 (1.92)             | 45.2 (1.78)             | 410.2 (16.15)           |
| Số ngày giáng thủy trung bình                | 8.07                    | 9.47                    | 11.30                   | 12.60                   | 11.10                   | 4.93                    | 2.17                    | 1.57                    | 2.93                    | 8.47                    | 8.07                    | 9.83                    | 90.5                    |
| Số giờ nắng trung bình tháng                 | 155.0                   | 161.0                   | 201.5                   | 231.0                   | 294.5                   | 351.0                   | 372.0                   | 347.2                   | 306.0                   | 232.5                   | 177.0                   | 127.1                   | 2.955,8                 |
| Số giờ nắng trung bình ngày                  | 5.0                     | 5.7                     | 6.5                     | 7.7                     | 9.5                     | 11.7                    | 12.0                    | 11.2                    | 10.2                    | 7.5                     | 5.9                     | 4.1                     | 8.1                     |
| Nguồn: Cơ quan Khí tượng Nhà nước Thổ Nhĩ Kỳ |                         |                         |                         |                         |                         |                         |                         |                         |                         |                         |                         |                         |                         |

## Thành phố kết nghĩa
- Bursa, Thổ Nhĩ Kỳ[7]
- Odessa, Ukraina